# Rusia en los Juegos Europeos
Rusia en los Juegos Europeos está representada por el Comité Olímpico Ruso, miembro de los Comités Olímpicos Europeos. Ha obtenido un total de 273 medallas: 123 de oro, 63 de plata y 87 de bronce.

## Medalleros

### Por edición
| Evento        | Oro | Plata | Bronce | Total |
| ------------- | --- | ----- | ------ | ----- |
| Bakú 2015     | 79  | 40    | 45     | 164   |
| Minsk 2019    | 44  | 23    | 42     | 109   |
| Cracovia 2023 | –   | –     | –      | –     |
| TOTAL         | 123 | 63    | 87     | 273   |

### Por deporte
| Evento                | Oro | Plata | Bronce | Total |
| --------------------- | --- | ----- | ------ | ----- |
| Atletismo             | 1   | 2     | 0      | 3     |
| Bádminton             | 0   | 2     | 3      | 5     |
| Baloncesto 3x3        | 3   | 0     | 0      | 3     |
| Boxeo                 | 5   | 5     | 7      | 17    |
| Ciclismo              | 5   | 1     | 7      | 13    |
| Esgrima               | 1   | 5     | 3      | 9     |
| Fútbol playa          | 1   | 0     | 0      | 1     |
| Gimnasia              | 29  | 14    | 9      | 52    |
| Judo                  | 6   | 4     | 8      | 18    |
| Karate                | 0   | 0     | 2      | 2     |
| Lucha                 | 18  | 3     | 11     | 32    |
| Natación              | 23  | 7     | 12     | 42    |
| Natación sincronizada | 4   | 0     | 0      | 4     |
| Piragüismo            | 1   | 4     | 4      | 9     |
| Saltos                | 3   | 5     | 1      | 9     |
| Sambo                 | 12  | 3     | 11     | 26    |
| Taekwondo             | 1   | 2     | 2      | 5     |
| Tiro                  | 8   | 4     | 6      | 18    |
| Tiro con arco         | 1   | 1     | 0      | 2     |
| Voleibol              | 0   | 0     | 1      | 1     |
| Vóley playa           | 0   | 1     | 0      | 1     |
| Waterpolo             | 1   | 0     | 0      | 1     |
| TOTAL                 | 123 | 63    | 87     | 273   |